# Janovice (Jívka)
Janovice (německy Johnsdorf) jsou vesnice, jedna ze základních sídelních jednotek obce Jívka v okrese Trutnov, v severovýchodní části Královéhradeckého kraje. Ves leží v katastrálním území Janovice u Trutnova, šest kilometrů západně od Teplic nad Metují a tři kilometry severně od Jívky, u západního okraje Adršpašsko-teplických skal. Vsí protéká potok Dřevíč a nachází se zde dopravna Janovice u Trutnova na železniční trati Trutnov – Teplice nad Metují.

## Historie
První písemná zmínka o vesnici pochází z roku 1542.

## Pamětihodnosti
- Kaple svaté Anny v Janovicích u Teplic nad Metují z roku 1852, později zasvěcena svatému Antonínovi Paduánskému.[3]